# Magnoliafikus
Magnoliafikus (Ficus macrophylla) är en art i familjen mullbärsväxter från östra Australien. Arten odlas som krukväxt i Sverige.
Trädet startar vanligen som epifyt i ett annat träd som senare stryps av magnoliafikusen. Som vuxen är magnoliafikusen ett vidlyftigt, ofta flerstammigt träd som kan få stammar på upp till 8 meter. Bladen är strödda, 10.5-23 cm långa och 7,5-12,5 cm breda, avlångt ovala, rundad spets eller rundat uddspetsiga, basen är bred och rundad, helbräddade. Bladskaften är något tillplattade, de blir 10,5-15 cm långa, och är ljust gröna. Huvudnerven är ljus, nästan vit, ibland med röd ton. Unga träd har blad med ljus undersida, medan äldre träd har rödbruna filtlika hår på bladundersidorna. Fikonen sitter i bladvecken, ofta två och två och har klubblikt skaft, de blir 1-2 cm i diameter och saknar behåring. Färgen är grönaktig med purpur ton och gulgröna fläckar.
Blommorna sitter, som brukligt i fikussläktet, inne i fikonen. De kan bara befruktas av en speciell stekel, Pleistodontes froggatti.
Två former erkänns av artern, f. macrophylla och f. columnaris som har mindre blad och frukter.

## Synonymer
f. macrocarpa
Ficus huegelii Kunth & C.D.Bouche
Ficus macrocarpa Bouché
Ficus macrophylla f. stenophylla Domin
Ficus magnolioides Borzi
Urostigma macrophyllum (Pers.) Miq.
Urostigma squamellosum Miq.
Urostigma platypodum f. major Miq.
Urostigma huegelii (Kunth & C.D.Bouche) Miq.
f. columnaris (C.Moore) D.J.Dixon 
Ficus columnaris C.Moore
Ficus macrophylla subsp. columnaris (C.Moore) P.S.Green